# Viktor Vorobiov
Pour les articles homonymes, voir Vorobiov.
Viktor Vassilievitch Vorobiov (russe : Ви́ктор Васи́льевич Воробьёв), né le 20 juin 1948, à Armavir dans le kraï de Krasnodar et décédé le 7 janvier 1995 à  Grozny en Tchétchénie, est le chef de la direction principale chargée d'assurer l'ordre public du ministère de l'intérieur de la fédération de Russie. 
Employé des forces de l'ordre soviétiques et russes, il est promu major général au cours duquel il participe à la première guerre tchétchène. Alors qu'il met en place des points de contrôle dans les rues de Grozny pendant la bataille, le général Vorobiov est tué par des tirs de mortier tirés par des séparatistes tchétchènes.